# XHM-FM
88.9 Noticias, cuyo indicativo es XHM-FM, es una emisora de radio mexicana perteneciente a Grupo ACIR que transmite noticias, podcasts, deportes, radio hablada y en ciertas horas del día, música contemporánea en español. Transmite desde la Ciudad de México a través de la frecuencia 88.9 MHz de FM con 150 kW.

## Historia

### Primeros años de Ondas de Alegría y ARTSA
La concesión de la frecuencia 88.9 FM en la Ciudad de México se otorgó el 7 de octubre de 1964 a Santiago Ontañon Núñez, reconocido empresario radiofónico de aquel entonces, pero no fue sino hasta el 1 de enero de 1970 que inició operaciones de manera formal. Inicialmente fue conocida como Un Oasis en FM donde su programación era casi exclusivamente a la música popular de la década, para luego transformarse en formato de música contemporánea en español dando lugar a Sonido 89. La concesión de la estación se le otorgó a Núñez junto con el permiso de explotar la frecuencia XHMM-FM, pero tras un concurso mercantil esta última pasó a manos de otro concesionario.
A mediados de la década de 1980 se produjo el declive de la estación tras problemas financieros principalmente debido a la devaluación de la moneda mexicana. No mucho después de convertirse en Radio Metrópoli y ver su formato pasar a 99.3 FM, el terremoto de la Ciudad de México de 1985 dañó severamente los estudios de la estación y la obligó a salir del aire durante un mes. Sonido 89 regresaría en octubre de 1985 pero al poco tiempo desapareció para dar paso a nuevos cambios con el objetivo de atraer más oyentes. Ondas de Alegría, el grupo propietario de XHM, se disolvió ese mismo año, tomando Grupo ARTSA el control de XHM y sus estaciones hermanas. 
Después de un año difícil de cambios tanto de formato como de dueños, a principios de 1986 finalmente la estación adquirió el nombre de Fórmula Melódica. El nuevo concepto trataba de combinar la esencia de Sonido 89 con algunos cambios adecuados a la época para atraer a todo tipo de audiencias. Sin embargo estos cambios no fueron bien recibidos por el público ni por los fieles radioescuchas del anterior Sonido 89 por lo que fracasó, obligando a buscar un nuevo estilo.

### Azul 89
Llegado el año de 1989, los directivos de Grupo ARTSA tomaron la decisión de desaparecer Fórmula Melódica y probar con un formato nunca antes visto para la radio mexicana donde al poco tiempo tuvo éxito: Azul 89. La estación apostó por música del género adulto contemporáneo con éxitos principalmente en inglés, aunque también transmitía canciones en francés, italiano y estilos como jazz, blues y música brasileña se volvieron parte de su repertorio. El programa radiofónico principal de la estación fue Luna Azul, conducido por Jorge Lapuente.
La audiencia de Azul 89 era mayoritariamente dirigida a la clase alta debido al formato de su programación y música transmitida, pero tras la llegada de Jorge Lapuente atrajo también a la clase media y popular de la Ciudad de México.

### Adquisición de Grupo ACIR
Azul 89 gozaba de altos índices de audiencia gracias a su programación dinámica y novedosa, pero su existencia en el radial estaba en peligro de desaparecer debido a las graves devaluaciones del peso en 1994. Esto propició que sus dueños se vieran forzados a vender la frecuencia así como sus estaciones hermanas para salvar el negocio. 
Grupo ACIR, empresa radiofónica mexicana que buscaba expandirse a todo el territorio nacional, buscó la licitación en 1994 para hacerse de las estaciones que Grupo ARTSA tenía en su poder y al año siguiente, 1995, se hizo de las frecuencias XHM-FM, XHPOP-FM y XHDFM-FM manteniendo al menos en la primera el formato Azul 89, mismo que duró hasta 2003.
Entrando la década de los 2000 ACIR modificó la programación de Azul 89 para que en ciertos horarios del día tuviera espacios informativos, sin perder la continuidad de la programación original. Algunos programas de la frecuencia XEFR-AM conocida en aquel tiempo como La 1180, también propiedad de Grupo ACIR, fueron trasladados o transmitidos en simultáneo con su contraparte XHM-FM. Esta fusión de radio hablada con música contemporánea se mantuvo hasta finales del año 2003.

### Fin de Azul 89 y lanzamiento de 88.9 Noticias
Con el fin de competir con Grupo Radio Centro con su formato noticioso Radio Red FM en 88.1 FM y tras la creciente demanda de los programas radiofónicos hablados, Grupo ACIR pasa por una reestructuración general en sus estaciones y los contenidos de estas lo que significó que Azul 89 saliera del aire tras más de 13 años.
El 3 de noviembre de 2003 se estrena 88.9 Noticias. Información que sirve donde su programación es exclusivamente enfocada a noticieros nacionales e internacionales, programas deportivos, entrevistas de salud, finanzas y estilo de vida. así como inaugurando un nuevo concepto en la radio que informa a los radioescuchas del tráfico y el clima en la Ciudad de México en lapsos de 15 minutos entre cada bloque informativo. 
Parte de su programación provenía de su emisora hermana XEFR-AM, misma que fue trasladada al FM para alcanzar más cobertura. El formato de La 1180 sufre también cambios para transmitir música en español de los 60's 70's donde se le conoció con el nombre de Radio Felicidad a partir de ese año.
En lo que respecta al formato Azul, Grupo ACIR relanza Azul 89 en 2018 a través de la plataforma iHeartRadio misma que es accesible mediante Internet, conservando el mismo formato que tuvo antes de su desaparición pero esta vez sin anuncios publicitarios.

### Siempre 88.9
El 5 de julio de 2013, la estación sufre un reajuste en su programación en favor de una mezcla entre la programación original de 88.9 Noticias y bloques musicales de rock en español, lo que propició que varios de los locutores de 88.9 Noticias fueran trasladados a otras estaciones de Grupo ACIR en la Ciudad de México.
Este nuevo concepto fue denominado Siempre 88.9. Tráfico y clima cada 15 minutos y oficialmente fue lanzado el 15 de julio del mismo año. Este cambio fue pensado para atraer a más audiencia de todas las edades pero en especial a aquellos que participaron en la época llamada Rock en tu idioma.
Para mediados del 2015 y tras el segundo aniversario de Siempre 88.9, la estación nuevamente sufre algunos cambios en su programación musical, trasladándose desde las 22 horas y hasta las 6 horas del día siguiente de lunes a viernes, dando más cobertura a sus programas noticiosos. Los fines de semana se mantenían igual, los sábados desde las 17 horas y los domingos todo el día.

### Regreso de 88.9 Noticias
Finalmente el 8 de enero de 2018, Grupo ACIR regresa al nombre de 88.9 Noticias conservando casi en su totalidad el formato de Siempre 88.9 con algunos ligeros cambios y a su vez dando inicio a nuevos programas que hasta la actualidad siguen vigentes. El concepto musical de rock en español se mantuvo con el mismo formato y horario.
Para este lanzamiento, la estación se conoce a hoy día como 88.9 Noticias. información que sirve. Tráfico y clima cada 15 minutos.

## Programación
88.9 Noticias tiene programas dedicados a noticieros, estilo de vida, deportes y demás temas en el ámbito nacional e internacional así como una sección musical dedicada a los éxitos del rock en español de décadas pasadas de los años 80, 90 y 2000.